# Friedrich von Ledebur
Friedrich Anton Maria Hubertus Bonifacius Graf von Ledebur-Wicheln (Frédéric Antoine Marie Hubert Boniface, comte de Ledebur-Wicheln), de son nom de scène Friedrich von Ledebur né le 3 juin 1900 à Nisko (Royaume de Galicie et de Lodomérie, dans l'empire d'Autriche-Hongrie, actuellement en Pologne) et mort le 25 décembre 1986 à Linz (Autriche) est un noble autrichien, officier puis acteur.

## Biographie
À la fin de la Première Guerre mondiale, Friedrich von Ledebur est officier de cavalerie dans l'armée autrichienne. À la fin de la Seconde Guerre mondiale, il part aux États-Unis où il participe à son premier film en 1945. De nombreux autres suivront, dont plusieurs réalisés par John Huston, notamment Moby Dick en 1956, où l'acteur joue l'un de ses rôles les plus marquants (Queequeg), en compagnie de son ex-épouse, Iris Tree. Remarquée également est sa prestation dans Alexandre le Grand, cette même année 1956. Dans les années 1960 et 1970, il voyage beaucoup entre les États-Unis et l'Europe, et apparaît dans des productions allemandes et italiennes. Sa dernière prestation au cinéma est d'ailleurs dans Ginger et Fred (1986).
À la télévision, il figure dans quelques séries et téléfilms, étant, en France, plus particulièrement connu pour avoir incarné Erik XIV, roi de Kourlande, dans le feuilleton La Demoiselle d'Avignon (1972).
Son prénom, très diversement orthographié, n'est pas toujours suivi de la particule « von » aux génériques de ses films (où il est, en outre, souvent non crédité).

## Filmographie partielle

### Au cinéma
- 1945 : Scandale à la cour (A Royal Scandal) (non crédité) d'Ernst Lubitsch et Otto Preminger
- 1946 : Les Enchaînés (Notorious) (non crédité) d'Alfred Hitchcock
- 1948 : Un million clé en main (Mr. Blandings builds his Dream House) (non crédité) d'H. C. Potter
- 1949 : Passion fatale (The Great Sinner) de Robert Siodmak
- 1952 : Moulin Rouge (non crédité) de John Huston
- 1956 : Alexandre le Grand (Alexander the Great) de Robert Rossen
- 1956 : Moby Dick de John Huston : Queequeg
- 1957 : Le 27e jour (The 27th Day) de William Asher
- 1958 : Les Frères Karamazov (The Brothers Karamazov) (non crédité) de Richard Brooks
- 1958 : Les Racines du ciel (The Roots of Heaven) de John Huston : Peer Qvist
- 1958 : L'Île enchantée (Enchanted Island) d'Allan Dwan
- 1958 : Les Boucaniers (The Buccaneer) d'Anthony Quinn
- 1960 : Un scandale à la cour (A Breath of Scandal) de Michael Curtiz
- 1962 : Freud, passions secrètes (Freud) (non crédité) de John Huston
- 1964 : La Chute de l'Empire romain (The Fall of the Roman Empire) (non crédité) d'Anthony Mann
- 1965 : Juliette des esprits (Giulietta degli spiriti) de Federico Fellini
- 1967 : Reflets dans un œil d'or (Reflections in a Golden Eye) (non crédité) de John Huston
- 1968 : Mayerling (non crédité) de Terence Young
- 1968 : Pour la conquête de Rome I (Kampf um Rom I - La calata dei Barbari) de Robert Siodmak : Hildebrand
- 1969 : Pour la conquête de Rome II (Kampf um Rom II - Der Verrat) de Robert Siodmak : Hildebrand
- 1969 : L'Arbre de Noël de Terence Young
- 1972 : Ludwig : Le Crépuscule des dieux (Ludwig) (non crédité) de Luchino Visconti
- 1972 : Abattoir 5 (Slaughterhouse 5) de George Roy Hill : Commandant allemand
- 1975 : Un génie, deux associés, une cloche (Un genio, due compari, un pollo) de Damiano Damiani
- 1977 : Le Convoi de la peur (Sorcerer) de William Friedkin
- 1986 : Ginger et Fred (Ginger e Fred) de Federico Fellini

### À la télévision
- 1957 : Série La Grande Caravane (Wagon Train)
  - Saison 1, épisode 9 The Charles Avery Story
- 1960 : Série La Quatrième Dimension (The Twilight Zone)
  - Saison 2, épisode 5, L'homme qui hurle (The Howling Man) de Douglas Heyes
- 1972 : Feuilleton La Demoiselle d'Avignon de Michel Wyn : Erik XIV, roi de Kurlande

## Galerie photos

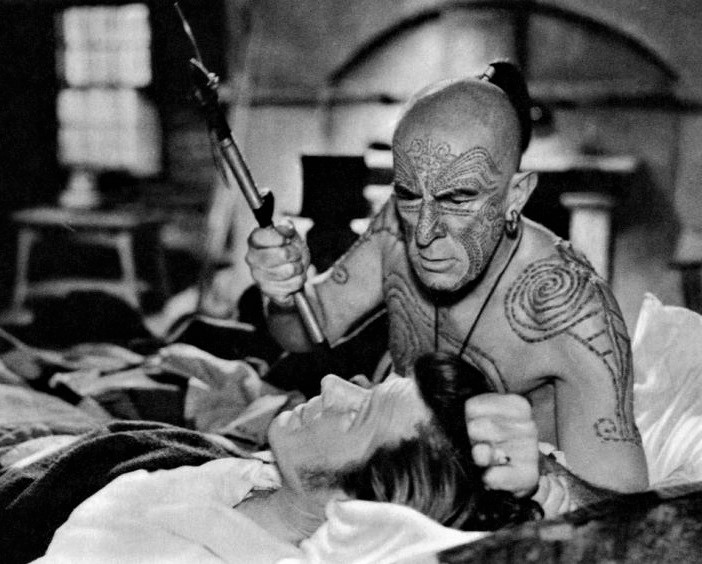
Avec Richard Basehart (couché), dans Moby Dick (1956)
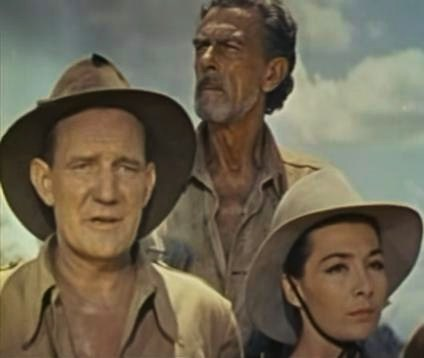
En arrière plan, avec Trevor Howard (à g.) et Juliette Gréco, dans Les Racines du ciel (1958)
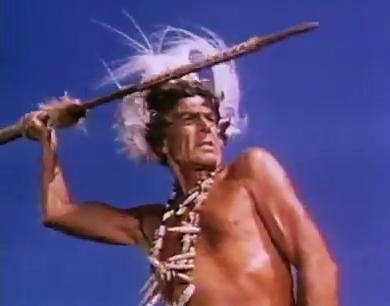
Dans L'Île enchantée (1958)